# Хопца
Хопца (груз. ხოფცა) — село в Грузии, на территории Тианетского муниципалитета края (мхаре) Мцхета-Мтианети.

## География
Село находится в центральной части Грузии, к западу от реки Кусно (бассейн Иори), на расстоянии приблизительно 6 километров (по прямой) к западо-северо-западу от посёлка городского типа Тианети, административного центра муниципалитета. Абсолютная высота — 1186 метров над уровнем моря.

## Население
По результатам официальной переписи населения 2014 года в Хопце проживало 37 человек (23 мужчины и 14 женщин). В национальной структуре населения грузины составляли 100 %.
| Год  | Население, человек |
| ---- | ------------------ |
| 2002 | 83                 |
| 2014 | ↘ 37               |